# Presidente della Confederazione svizzera
Il presidente della Confederazione svizzera (ted. Bundespräsident, fr. président de la Confédération suisse, romancio President da la Confederaziun svizra) è il consigliere federale che funge da Primus inter pares nel Governo svizzero. Il suo sostituto è il Vicepresidente del Consiglio federale.

## Competenze
Il presidente della Confederazione non è - come è il caso ad esempio per il cancelliere federale in Austria o quello tedesco - il capo del governo. Secondo la Costituzione elvetica, infatti, la nazione non deve avere né un capo di Stato, né un capo del governo. Tutte le funzioni che competono a questi due organi negli altri paesi sono svolte dal Consiglio federale come collegio. In quanto presidente del Consiglio federale, il suo voto è determinante in caso di parità durante una votazione.
Oltre che per quanto riguarda il suo Dipartimento (ministero), il presidente della Confederazione svolge un ruolo di rappresentanza dello Stato: anzitutto all'interno della nazione, ad esempio tenendo i discorsi per Capodanno o per la Festa nazionale svizzera, il primo d'agosto. A volte si occupa pure dei contatti all'estero.
Dato che la Svizzera non possiede la figura del capo di Stato, non c'è l'abitudine di fare delle visite di stato. Se il presidente della Confederazione si reca all'estero è soltanto perché ciò è contemplato fra i suoi compiti di ministro. Nel caso in cui sia un capo di Stato estero a far visita alla Svizzera, è la regola che sia il Presidente della Confederazione a porgergli il benvenuto. Allo stesso modo quando è il caso di un incontro tra più capi di Stato (ad esempio nell'Assemblea generale delle Nazioni Unite).

## Elezione
Il Presidente della Confederazione viene eletto per la durata di un anno dalle Camere federali unite, scegliendolo tra i Consiglieri federali.
Nel XIX secolo, l'elezione a presidente era un riconoscimento per i Consiglieri federali particolarmente stimati. Membri del governo meno influenti non vennero quasi mai eletti. Per esempio, il sangallese Wilhelm Matthias Naeff, che fu membro del governo per 27 anni, divenne solo una volta presidente, nel 1853.
Dal XX secolo la scelta avviene senza dispute. Vige la regola non scritta per cui viene eletto il ministro che non svolge questa funzione da più tempo. Così ogni ministro viene eletto almeno una volta ogni sette anni. L'unico motivo di suspense è il numero dei voti che il candidato riceve nell'Assemblea federale, che rappresenta un test di popolarità. Negli anni 1970 e 1980 un ottimo risultato erano 200 voti sui 246 disponibili. Nella nostra epoca caratterizzata da crescenti tensioni politiche tra i partiti, già 180 voti sono un risultato rispettabile.
Fino al 1920 era uso - anche se con interruzioni - che il presidente fosse anche ministro degli Esteri. Ogni anno vi era così una rotazione dei ministeri, quando il presidente finiva il suo mandato riprendeva il suo vecchio ministero. Allo stesso modo era usanza che il presidente, anche in veste di ministro degli Esteri, non abbandonasse il territorio svizzero.